# Mewar

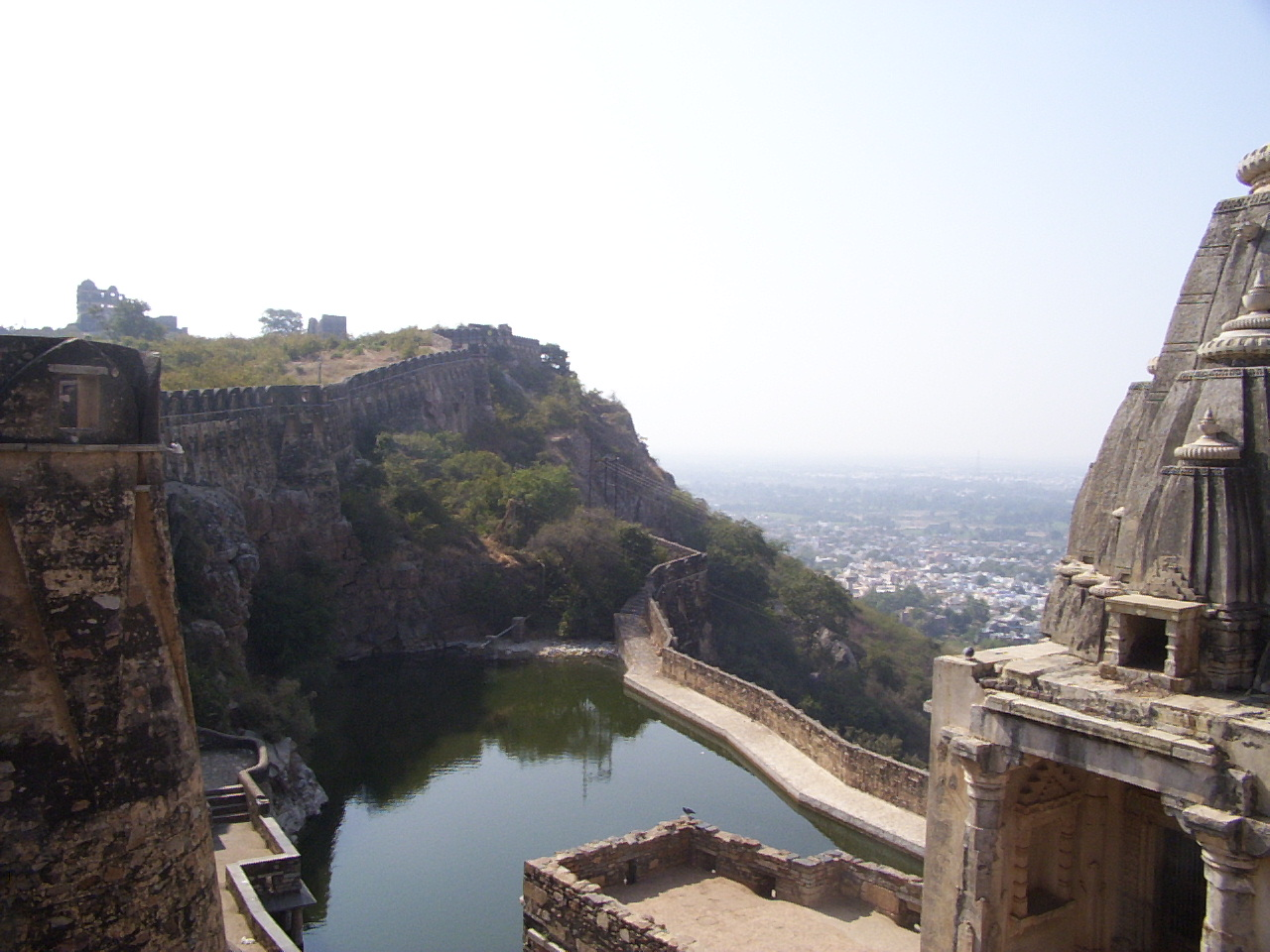
Tempel und Wassertank im Fort der früheren Hauptstadt Chittorgarh

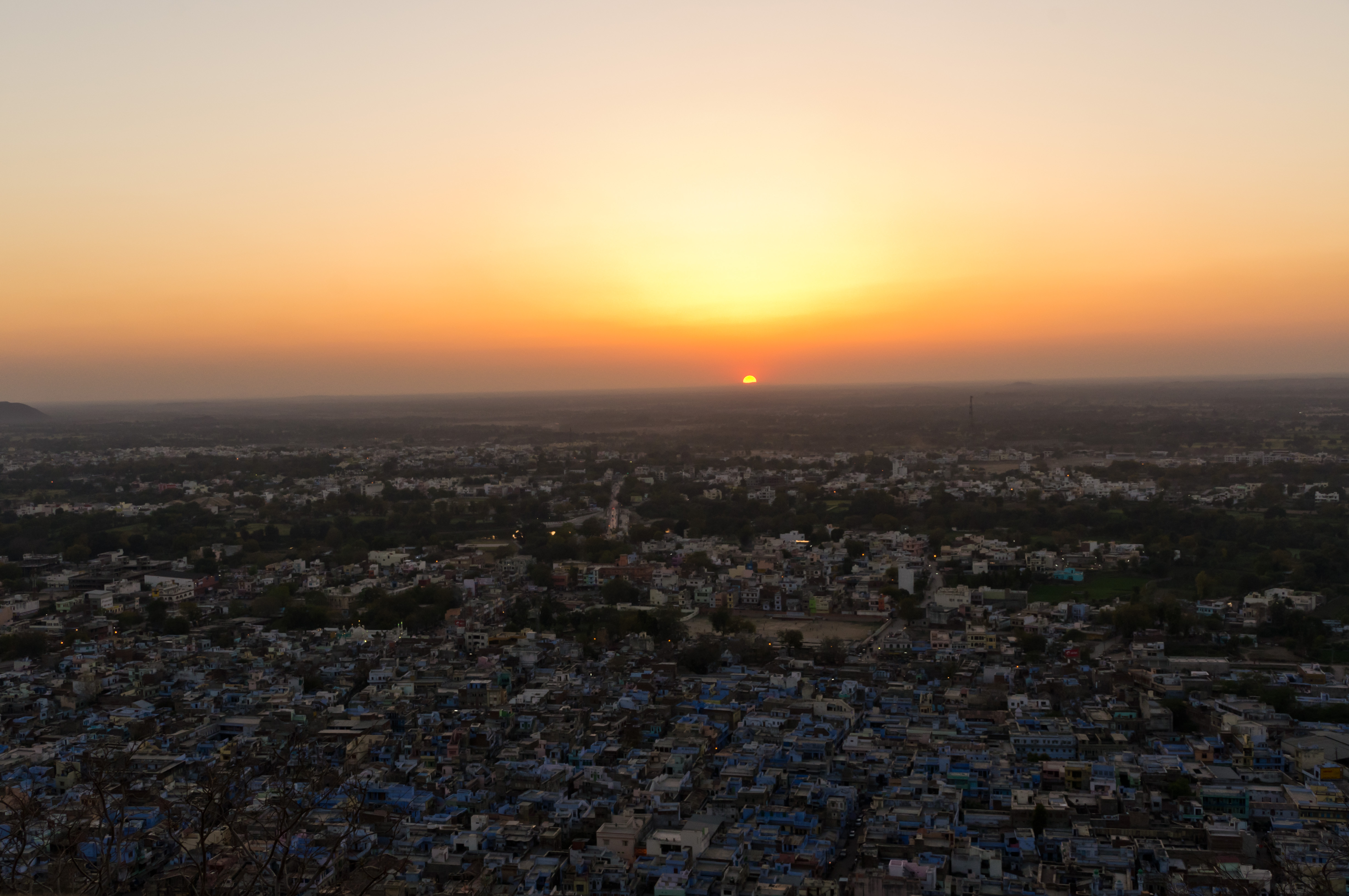
Sonnenuntergang über Chittorgarh vom Fort aus gesehen

Mewar (Hindi: मेवाड़ Mevāṛ [ˈmeːʋɑːɽ]) ist eine Region im indischen Bundesstaat Rajasthan. Spätestens seit dem 8. Jahrhundert existierte dort ein rajputisches Fürstentum und später unter britischer Oberhoheit ein Fürstenstaat dieses Namens. Bis zum Jahr 1567 war Chittorgarh Hauptstadt von Mewar, danach Udaipur. Mewar hatte 1941 etwa 1,9 Millionen Einwohner auf einer Fläche von 33.516 km².

## Ursprünge
Als regierender Clan wird der Guhila- bzw. Guhilot-Clan genannt, der durch Vergleiche von lokalen Inschriften und Königslisten mehr oder minder zuverlässig bis in die Mitte des 7. Jahrhunderts zurückverfolgt werden kann.  Die Namensherkunft wird in dem Wort guha bzw. Höhle vermutet und mit der Legende einer Königswitwe verknüpft, die ihr Kind in einer Höhle gebar.

## Frühe Herrscher
Zum Guhila- bzw. Ghuliot-Klan wird beispielsweise ein gewisser Vappa Rawal (reg. ca. 734–753 oder 728–764) gerechnet, ein Anhänger des Shiva-Kults, der vom Mori-König Manuraja ca. 728 Chittor gewonnen und zusammen mit anderen Hindufürsten (z. B. dem Pratihara Nagabhata) das Land vor den angreifenden Arabern beschützt haben soll.
Zwischen der zweiten Hälfte des 8. und der ersten Hälfte des 10. Jahrhunderts erkannten die verschiedenen Guhilot-Clans in Mewar und Jaipur die Oberherrschaft der Pratihara an. Nach deren Machtverfall erklärte sich der Guhila Bhartripatta II. in einer Inschrift aus der damaligen Hauptstadt Aghata bzw. Ahar (nördlich von Udaipur) von 943 zum Maharaja. Sein Sohn Allata (reg. um 951/53) hat vermutlich den Schlachtentod des damaligen Pratihara-Herrschers Devapala verursacht.
Saktikumara (reg. um 977) wurde von den Paramara unter Vakpati Raja II. Munja (reg. ca. 974–995) überrannt und ausgeplündert, regierte aber noch bis zum Ende des Jahrhunderts. Die Herrschaft seiner Nachfolger ist dunkel und verworren. Sie unterstanden in der zweiten Hälfte des 12. Jahrhunderts den Solanki (auch: Chalukya), bis ihnen der Machtverfall ihrer Nachbarn im 13. Jahrhundert neue Handlungsmöglichkeiten gab.

## Das 13. Jahrhundert bis zum Fall von Chittorgarh 1303
Mewar wurde unter Jaitra Singh (reg. ca. 1213–1252) aus dem Guhila-Clan wieder ein selbständiger Machtfaktor und bis zum Ende des Jahrhunderts zum führenden Rajputen-Fürstentum. Jaitra Singh löste sich von den Solanki und machte Chittorgarh zur Hauptstadt, nachdem Nagada bei einem Angriff des Delhi-Sultans Iltutmish (reg. 1211–1236) zerstört wurde. Seine Regierung und die seines Sohnes Tej Singh (reg. ca. 1255–1273) gilt als Zeit des relativen Friedens und Wohlstandes.
Samar Singh (reg. ca. 1273–1301) und sein Sohn Ratan Singh (reg. 1301–1303) hatten bereits mit verstärkten Angriffen der Moslems zu kämpfen. 1303 nahm Sultan Ala ud-Din Khalji von Delhi (reg. 1296–1316) Chittor ein und ließ ca. 30.000 Menschen massakrieren. Die Stadt wurde mit einer starken Garnison belegt, ging aber schon 1318 wieder an den Rana Hamir verloren.

## Vom 14. Jahrhundert bis zur Schlacht von Khanwa 1527
Mit dem Rana Hamir (reg. ca. 1318/26–1364) kam ein neuer Zweig des Guhila-Clan an die Macht, die Sisodia-Dynastie. Hamir führte mehrere Kämpfe gegen die Tughluq-Sultane von Delhi (er soll sogar den Sultan bei Singholi besiegt und gefangen genommen haben), und nahm den Titel Maharana an. Er gab die Regierung noch zu Lebzeiten in die Hände seines Sohnes Kshetra Singh (reg. 1364–1382) ab, welcher von Lakha (reg. 1382–1397) und Mokul (reg. 1397–1433) nachgefolgt wurde.
Die Regierung von Maharana Kumbha (reg. 1433–1468) gilt als eine goldene Periode von Mewar. Kumbha besiegte die Herrscher von Malwa, Gujarat und verschiedenen Kleinstaaten, vergrößerte sein Territorium und ließ bedeutende Tempel und Burgen (Ranakpur, Vijay Stambha, Kumbhalgarh) bauen. Er wurde von seinem Sohn Uda ermordet, der bald danach von seinem Bruder Raimal (reg. 1473–1508) gestürzt wurde. Raimal gilt – wie sein Vater – als erfolgreicher Herrscher und Patron der Künste, sah sich aber schon bald diversen Familienstreitigkeiten gegenüber, welche die Wirtschaft beeinträchtigten.
Auch Sangha (Sangram Singh, reg. 1509–1528) focht erfolgreich gegen die Sultane von Malwa (Mahmud II. war z. B. 1519 sein Gefangener), Gujarat und Delhi und gegen diverse hinduistische Kleinstaaten. Nahezu alle Rajputen-Fürsten standen schließlich unter seiner Führung. Im März 1527 wurde er bei Khanwa von Babur, dem Gründer des Mogulreiches geschlagen. Trotz großer zahlenmäßigen Überlegenheit der Rajputen (201.000 gegen 15.000) sicherten Artillerie und Reiterei den Moguln den Sieg. Auch der Rana wurde schwer verwundet und wenig später vergiftet.

## Zur Mogulzeit

### Die Ereignisse bis zur Unterwerfung unter die Mogulherrschaft
Nach dem Tod Sanghas brachen Machtkämpfe innerhalb seiner Familie aus. Ratan Singh (reg. 1528–1531) wurde ermordet, und sein Nachfolger Vikramajit galt als ebenso unfähig, so dass Bahadur Shah von Gujarat (reg. 1526–1537) im März 1535 Chittor erstürmen und einen Statthalter einsetzen konnte, der aber schon innerhalb von drei Monaten wieder vertrieben wurde. Die Thronfolgestreitigkeiten brachten 1536 Vanvir und dann Udai Singh (reg. 1537–1572) an die Macht.
Kurz bevor der Mogulkaiser Akbar I. (reg. 1556–1605) 1567/68 Chittor belagerte, verließ Udai Singh die Stadt und verlegte die Hauptstadt in das wirtschaftlich besser gestellte und ähnlich gut zu verteidigende Udaipur. Die Verteidigung Chittorgarhs überließ er einem Kommandanten mit 8.000 gut ausgerüsteten Kämpfern, was ihm die Schmähungen der Geschichtsschreiber einbrachte, aber Akbar zumindest soviel Mühe kostete, dass er die 40.000 Bauern der Umgebung – aus Rache und sicher auch zur Verhinderung eines Wiederaufbaus – massakrieren ließ.
Trotz stark beschränkter Ressourcen setzten die Ranas Pratap Singh (reg. 1572–1597) und Amar Singh (reg. 1597–1620, abgedankt) den Kampf mit den Moguln mit wechselnden Erfolg fort (z. B. schwere Niederlage gegen die Mogularmee unter Raja Man Singh I. von Amber beim Haldighati-Pass im Juni 1576). Die Ranas konnten erst 1614/5 unter Mogulkaiser Jahangir (reg. 1605–1627) durch dessen Sohn Khurram (später Kaiser Shah Jahan), mittels rücksichtsloser Verwüstung des offenen Landes in einem Friedensvertrag unterworfen werden. Dabei begnügte sich Jahangir aber mit einem bloßen Treuebekenntnis des Prinzen Karan Singh (reg. 1620–1628) im Namen seines betagten Vaters, geringfügiger Truppenhilfe und dem Verbot des Wiederaufbaus von Chittor.

### Die Friedenszeit und ihr Ende
Das Verhältnis zu den Moguln blieb nachfolgend bis zur Zeit Aurangzebs um 1680 weitgehend ungestört. Jagat Singh (reg. 1628–1652) verbrachte seine Zeit mit der Ausplünderung kleinerer Fürstentümer und dem Ausbau von Udaipurs (Wasser-)Palästen.
Raj Singh (reg. 1652–1680) wurde 1679 durch die Erneuerung der Dschizya und die Einverleibung des benachbarten Marwar in das Mogulreich zur Auseinandersetzung mit Aurangzeb (reg. 1658–1707) genötigt. Dieser besetzte 1680 Udaipur, konnte aber trotz massiven Vorgehens den Kleinkrieg der verbündeten Sisodia- und Rathor-Rajputen nicht beenden und wurde zudem durch eine plötzliche Revolte seines Sohnes Akbar behindert. 1681 schloss Jai Singh (1680–1698) einen separaten Frieden und widmete sich dem Wiederaufbau, während die Rathor-Rajputen den erbitterten Kleinkrieg um Marwar allein fortsetzten.
Sein Nachfolger Amar Singh II. (reg. 1698–1710) verbündete sich mit Amber gegen die Bedrohung durch Aurangzeb und erlaubte auch wieder Heiratsverbindungen zu dem einstmals verfeindeten Fürstenhaus. Damals verweigerten fast alle Rajputenclans den Dienst in der Mogularmee, was Aurangzebs Machtposition erheblich schwächte und zum Niedergang seines Reiches beitrug. Erst 1708 kam es unter Bahadur Schah (reg. 1707–1712) zum Interessenausgleich.

## Das 18. und 19. Jahrhundert
Die Regierung von Sangram Singh (reg. 1710–1734) war weitgehend ereignislos. Jagat Singh II. (reg. 1734–1751) sah sich mit dem rasanten Aufstieg der Marathen konfrontiert: 1736 empfing er den Peshwa Baji Rao I. in Udaipur und gestand ihm einen jährlichen Tribut von 160.000 Rupien zu, was sich bald als immense finanzielle Bürde erwies. Anstelle sinnvoller Abwehrmaßnahmen verspielte er aber nach 1743 die Ressourcen seines Staates im (erfolglosen) Kampf um die Thronfolgefrage von Jaipur (zuvor: Amber).
Unter Ari Singh (reg. 1761–1773) und Bhim Singh (reg. 1778–1828) verzeichnete Mewar einen zunehmenden Gebietsschwund und Machtverlust durch Rebellionen, fortgesetzte Angriffe und Plünderungen der Marathen und durch Eigenmächtigkeiten des Adels. Das stark verkleinerte Mewar wurde (wie seine Nachbarn) nach dem Sturz der Marathenherrschaft 1818 ein britisches Protektorat.

## Anschluss an Indien
Am 18. April 1948 trat Mewar der Union von Rajasthan bei, am 7. April 1949 erfolgte der Anschluss an Indien und am 1. November 1956 die Aufhebung des Fürstenstaats.